# Peter Pan
 For alternative betydninger, se Peter Pan (flertydig). (Se også artikler, som begynder med Peter Pan)
Peter Pan er en figur skabt af den skotske dramatiker James Matthew Barrie (1860 – 1937).
Peter Pan optrådte første gang i en roman for voksne under titlen The Little White Bird, der udkom i 1902. De seks kapitler der omhandler tumlingen Peter Pans begyndelse er en fortælling i fortællingen.
I 1906 blev kapitlerne, hvori Peter Pan gjorde sin entré, udgivet som et selvstændigt værk i børnebogen Peter Pan In Kensington Gardens, illustreret af den engelske illustrator Arthur Rackham. Bogen udkom på dansk i 1915 illustreret af den norske kunstner Louis Moe.
I 1904 skrev Barrie skuespillet Peter Pan. Peter Pan er her en noget ældre dreng på omkring 12 år. Stykket afviger fra historierne fra Kensington Gardens, dog er det tematisk de samme ting der går igen, nemlig Peters ensomhed og hans følelse af at være anderledes samt hans mistro til de voksnes motiver. Der er dog stadig feer på spil, men det er i stykket hovedsageligt indianerne og særligt piraterne, der gør sig bemærket på scenen.
I 1928, udgav Barrie teaterstykkets tekst, som han årligt havde revideret og ændret på siden premieren i 1904. Stykket udkom på dansk første gang i 1969.
I 1911 udkom bogen Peter & Wendy, der i store træk bygger på teaterstykket. Wendy og hendes to yngre brødre møder her Peter Pan, der tager dem med til Ønskeøen, hvor Peter hersker over en flok af Glemte Drenge.
I 1920 skrev Barrie manuskript til den første film om Peter Pan. Barries arbejde blev ikke brugt og producenterne valgte at skrive en drejebog over skuespillet, der ikke behagede Barrie. Teksten kendes i dag som Scenario for a proposed film of Peter Pan.
Et stort tema i alle fortællingerne om Peter Pan, er Peters vrede mod de voksne og i særdeleshed mødre. Alligevel længes Peter og De glemte Drenge efter en mor. Efternavnet Pan som Barrie gav Peter stammer fra de græske myter om den uregerlige og forældreløse skovgud.
J. M. Barrie gav i sin levetid andre forfattere tilladelse til at gendigte historierne. Det er derfor ikke så mærkværdigt, at Peter Pan siden er dukket op i flere udgaver og andre medier.
I 2006 udkom børnebogen Peter Pan ser rødt, som den officielle fortsættelse til Peter & Wendy skrevet af den engelske forfatter Geraldine McCaughrean. Det engelske børnehospital Great Ormond Street Hospital for Sick Children, som Barrie skænkede alle rettighederne til vedrørende Peter Pan og som hospitalet ejer i al evighed, udskrev året forinden en konkurrence om hvem der skulle digte videre på historien om Peter Pan, som McCaughrean vandt.
Den første filmatisering af Peter Pan er en stumfilm og den eneste som J. M. Barrie nåede at se i sin levetid. I dag er den bedst kendte udgave formodentlig tegnefilmen Peter Pan fra Walt Disney-studierne fra 1953, der med få afvigelser handlingsmæssigt følger historien fra teaterstykket.
Udover filmgendigtningerne har historierne også skabt succes som musical. En udgave blev skrevet af George Stiles og Anthony Drewe og havde verdenspremiere i december 2000 på Det Ny Teater i København.

## Peter Pan
Peter Pan er en forældreløs dreng, der har forladt denne verden for aldrig at blive voksen. 7 dage gammel tager han flugten ud af vinduet i børneværelset og forlader sin mor. Efter lang tid i Kensington Gardens vil han gerne hjem, men er ikke længere i stand til at vende tilbage til moderen og må klare sig selv. Flere Barrieforskere peger på de træk fra forfatterens barndom, der udgør essensen af Peter Pans karakter. Da J. M. Barrie var seks år gammel omkom hans tretten årige bror, David, i en skøjteulykken. Da denne dreng var moderens yndlingsbarn, kastede det en skygge over Barries barndom og udvikling. Derfor ses Peter Pan ofte, som en dreng med en flydende alder mellem seks år og tretten år, og skifter ofte karakter fra at være en lille dreng til at være en begyndende teenager. Peter Pan føler sig forladt af sin mor og for at dulme ensomheden lokker han børn med til Ønskeøen. Men Peter Pan kan kun lege på sine egne betingelser og bliver fjendtlig og direkte farlig, hvis han føler nogen eller noget går imod ham. Men Peter Pan er også dragende da han står for noget oprindeligt og "naturligt" og legende - det utæmmede og viljestærke.

## Ønskeøen
Ønskeøen eller Aldriglandet (Neverland) er det sted, hvor Peter Pan lokker børnene med til, under løfte om evig leg og eventyrligheder.
Ønskeøen er stedet hvor drømme kan gå i opfyldelse, også de onde drømmer. "Pas på hvad du ønsker dig, det kan være det går i opfyldelse" skriver J. M. Barrie et sted. Øen er blevet kaldt for de voksnes tabte paradis, et sted man kun oplever som barn.

## De glemte Drenge
De glemte Drenge lever som vilde børn på Ønskeøen. Drengene er blevet glemt eller væk fra deres forældre i Kensington Gardens, hvor Peter Pan ind i mellem vender tilbage til, og herfra er de fulgt med ham til Ønskeøen. I slutningen af teaterstykket og bogen Peter & Wendy adopteres de af familien Darling og vokser op til at blive kedelige bedsteborgere.
Der er seks glemte drenge: Tootles, Nibs, Slightly, Curly, The Twins
I Disneys animationsfilm Peter Pan er der kun fem Drenge - Barrie fortalte oprindeligt historierne om Peter Pan til familien Llewelyn Davies' 5 drenge.

## Wendy
Wendy Moira Angela Darling er hovedkarakteren i eventyret om Peter Pan og undergår den største udvikling i historien. I begyndelsen er hun ked af at skulle flytte ud af børneværelset, men vil til slut gerne hjem fra Ønskeøen og blive voksen. Wendy er storesøster til John og Michael og bliver under opholdet på Ønskeøen en slags erstatningsmor for drengene.
I både teaterstykket Peter Pan og romanen Peter & Wendy fortæller Wendy sine brødre godnateventyr om Peter Pan og hans flok af Glemte Drenge. Wendy er så levende en fortæller, at Peter Pan ofte gemmer sig uden for deres vindue for at lytte med. En aften kommer han imidlertid til at efterlade sin skygge i værelset, og da han senere kommer tilbage for at finde den, opdages han af Wendy og drengene. Peter Pan bliver så indtaget af Wendy, da hun med moderlig omsorg syr hans skygge på igen, at Peter tager hende med til Ønskeøen sammen med hendes brødre.
Wendy kommer ud for flere forhindringer på øen. Foruden det endelige opgør med Kaptajn Klo bliver hun vidne til bortførelsen af indianerprinsessen Tiger Lily, et farligt møde med de forførende havfruer og kaptajn Klos endeligt med krokodillen, der engang slugte hans ene hånd, og som til sidst gør det af med ham.

## Kaptajn Klo
Kaptajn Klo er Peter Pans ærkefjende i såvel J. M. Barries teaterstykke Peter Pan og bogen Peter & Wendy. Klo er sørøverkaptajn på skibet Jolly Roger, der ligger for anker på Ønskeøens skyggeside i Dødningebugten. Han er besat af tanken om at slå Peter Pan ihjel, efter deres berømte duel på liv og død, hvor Peter Pan huggede hånden af Klo og smed den i gabet på øens mægtige krokodille. Kaptajnen har siden båret en klo og gået under samme tilnavn. Krokodillen har også slugt et vækkeur, så der lyder en tikken hver gang den dukker op – til Klos store skræk. Klo er fashionabelt klædt med langt sort krøllet hår og plejet skæg.
Smisk er Jolly Rogers bådsmand og Klos hjælper. Smisk er en jovial og lidt enfoldig tyksak, men snarrådig især når det gælder om at komme væk fra krokodillen.

## Klokkeblomst
Feen Klokkeblomst er forelsket i Peter Pan. Klokke, som Peter Pan kalder hende, lyder som en lille bjælde, når hun taler, og det er kun Peter Pan, der forstår hendes sprog. Klokkeblomst er lunefuld og svinger fra den ene yderlighed til den anden. I bogen Peter & Wendy forklares det med, at Klokkeblomst er så lille, at hun derfor kun er i stand til at rumme en følelse ad gangen. Klokkeblomst er dræbende skinsyg og har et meget opfarende temperament. I Disneys animationsfilm fra 1953 blev hun portrætteret, som en 1950'er femme fatale i et giftiggrønt stramtsiddende kostume.
I J.M. Barries teaterstykke Peter Pan og i bogen Peter & Wendy har hun mere karakter af modstander end hjælper, da hendes ukontrollerede følelser er den direkte årsag til, at Peter Pan går i Kaptain Klos fælde.
I 2008 blev Klokkeblomst stjerne i sin egen filmserie, der handler om feerne fra skovuniverset.

## Film
- Peter Pan - Instrueret af Herbert Brenon (1924)
- Peter Pan - Instrueret af Hamilton Luske (1953)
- Hook - Instrueret af Steven Spielberg (1991)
- Peter Pan - Tilbage til Ønskeøen - Instrueret af Robin Budd (Return to Neverland, 2002)
- Peter Pan - Instrueret af P. J. Hogan (2003)
- Pan - Instrueret af Joe Wright (2015)
- På sporet af Peter Pan - Instrueret af Michael Caleb (In Search of Peter Pan, dokumentarfilm 2017)

## Teater og opsætninger
Teaterforestillingen om den evige dreng Peter Pan havde urpremiere d. 27. december 1904 på Duke of Yorks Theater i London og spillede sidste aften den 1.april 1905, efter 150 opførelser. Det blev straks efter bekendtgjort at forestillingen ville blive sat op igen den følgende jul, samtidig med en premiere i New York. Siden da er stykket om ”Peter Pan” blevet spillet hver eneste jul og henover nytår i både England og Amerika, kun afbrudt en enkelt gang ved anden verdenskrigs begyndelse 1939 og 1940 under bombardementet af London.

Rollen som Peter Pan har siden premieren i 1904 været spillet af kvinder, blandt andre har den amerikanske skuespillerinde Mia Farrow portrætteret ham. Det ændrede det engelske Barbican Teatret på, da de i 1983 opførte en innovativ opførsel af stykket med historiens første mandlige fortolker, Miles Anderson, i titelrollen. Barbican Teatrets nyfortolkning var banebrydende og tættere på J. M. Barries oprindelige idé. Barbican Teatrets Peter Pan blev en populær udgave, der spillede i 10 år med forskellige mandlige skuespillere i titelrollen og endte sit forløb på den engelske national scene, The Olivier Theatre i London med Ian McKellen i rollen, som Kaptajn Klo og Daniel Evans i titelrollen i 1997.

Piers Chater Robinsons ”Peter Pan” så dagens lys i 1985, og er blevet spillet et utal af gange i England. Forestillingen er også opført i Canada, Australien, New Zealand, Saudi Arabien, Syd Afrika og mange steder i Europa. I Danmark er det Århus teater som først opførte forestillingen.
Teatergruppen Mastodonterne opførte i 2007 stykket Peter Pan i Hillerød og Tivolis koncertsal i København.
Stykket Peter Pan blev i oktober 2012 opført på Filuren på Musikhuset Aarhus.
Folketeatret i København fik gode anmeldelser for deres opsætning af stykket i 2017 med Lars Bom som Kaptajn Klo og Mille Gori, bedre kendt som Motor Mille, som en viljestærk Wendy.